# Domowina
Domowina (w jęz. łużyckich „Ojczyzna”) – potoczna i historyczna nazwa związku skupiającego szereg społeczno-narodowych i kulturalnych organizacji Serbołużyczan w Niemczech, z siedzibą w Budziszynie (Łużyce). 
Oficjalna nazwa związku to: dolnołuż. – Zwězk Łužyskich Serbow z.t., górnołuż. – Zwjazk Łužiskich Serbow z.t., niem. – Bund Lausitzer Sorben e.V.
Została założona w Hoyerswerdzie 13 października 1912 roku z inicjatywy Arnošta Barta, który od 1913 roku został jej przewodniczącym. Już w 1919 roku liczyła 180 tys. członków. W okresie hitlerowskich Niemiec w 1937 roku Domowina została rozwiązana. 10 maja 1945 w Crostwitz Domowina wznowiła swoją działalność. Obecnie Domowina jest reprezentantem społeczności Serbołużyczan w niemieckich krajach związkowych Saksonia i Brandenburgia. Celem jej działań jest również pogłębianie narodowej świadomości Serbołużyczan, wspieranie języków oraz kultywacja ich kultury i zwyczajów.

## OddziałyDomowiny
- Jan Arnošt Smoler – Budziszyn
- Michał Hórnik – Kamenz
- Handrij Zejler – Hoyerswerda
- Dolna Łužyca – Chociebuż
- Běła Woda/Niska – Schleife